# Gemeenschappelijke Plantaardige Oliën en Vetten Bedrijven
De Gemeenschappelijke Plantaardige Oliën en Vetten Bedrijven (GPOV) is een Surinaams staatsbedrijf, en eigendom van het ministerie van Landbouw, Veeteelt en Visserij. 
Het bedrijf werd in 1987 opgericht om de ontwikkeling van plantaardige oliën en vetten te bevorderen. Voor dat doel werden er drie staatsbedrijven ondergebracht die oliepalmen verbouwen: de landbouwmaatschappijen Victoria, Phedra, Patamacca.
De GPOV en de drie landbouwmaatschappijen waren in 2011 enkele van de verliesgevende overheidsbedrijven die werden ondergebracht in de Investment & Development Corporation Suriname (IDCS), met het doel investeringen aan te trekken en de bedrijven te privatiseren. In de praktijk hield het ministerie van LVV zich niet aan de daadwerkelijke overdracht van haar bedrijven. Op de Surinaamse begroting staan de bedrijven sinds 2012 te boek als niet meer actief.